# Нота (магнитофон)

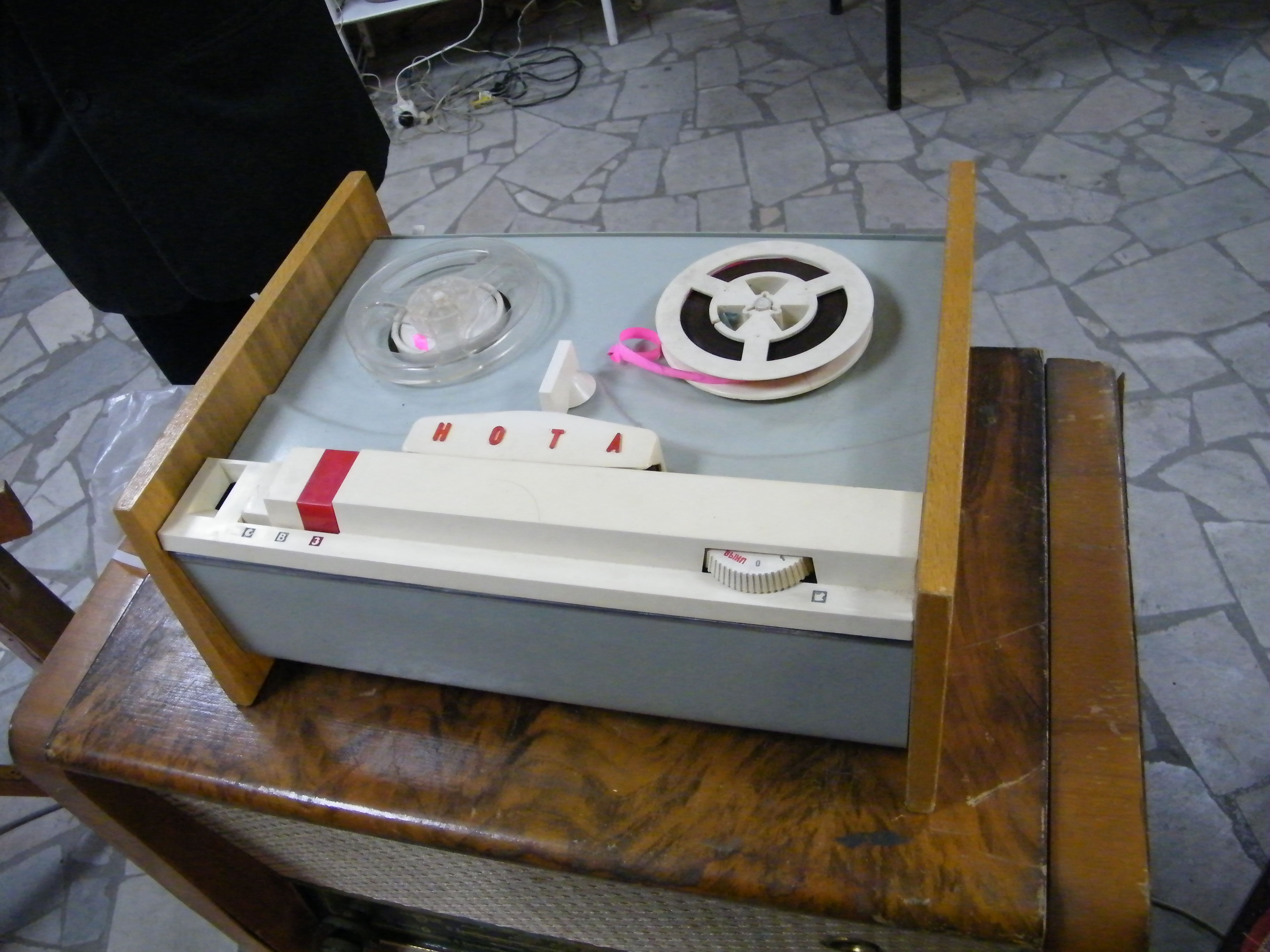
«Нота» (1966 год)

«Но́та» — торговая марка бытовой радиоаппаратуры, в основном магнитофонов, выпускавшейся Новосибирским электромеханическим заводом (впоследствии производственное объединение «Луч») с 1966 года.

## Магнитофоны

### Ламповые

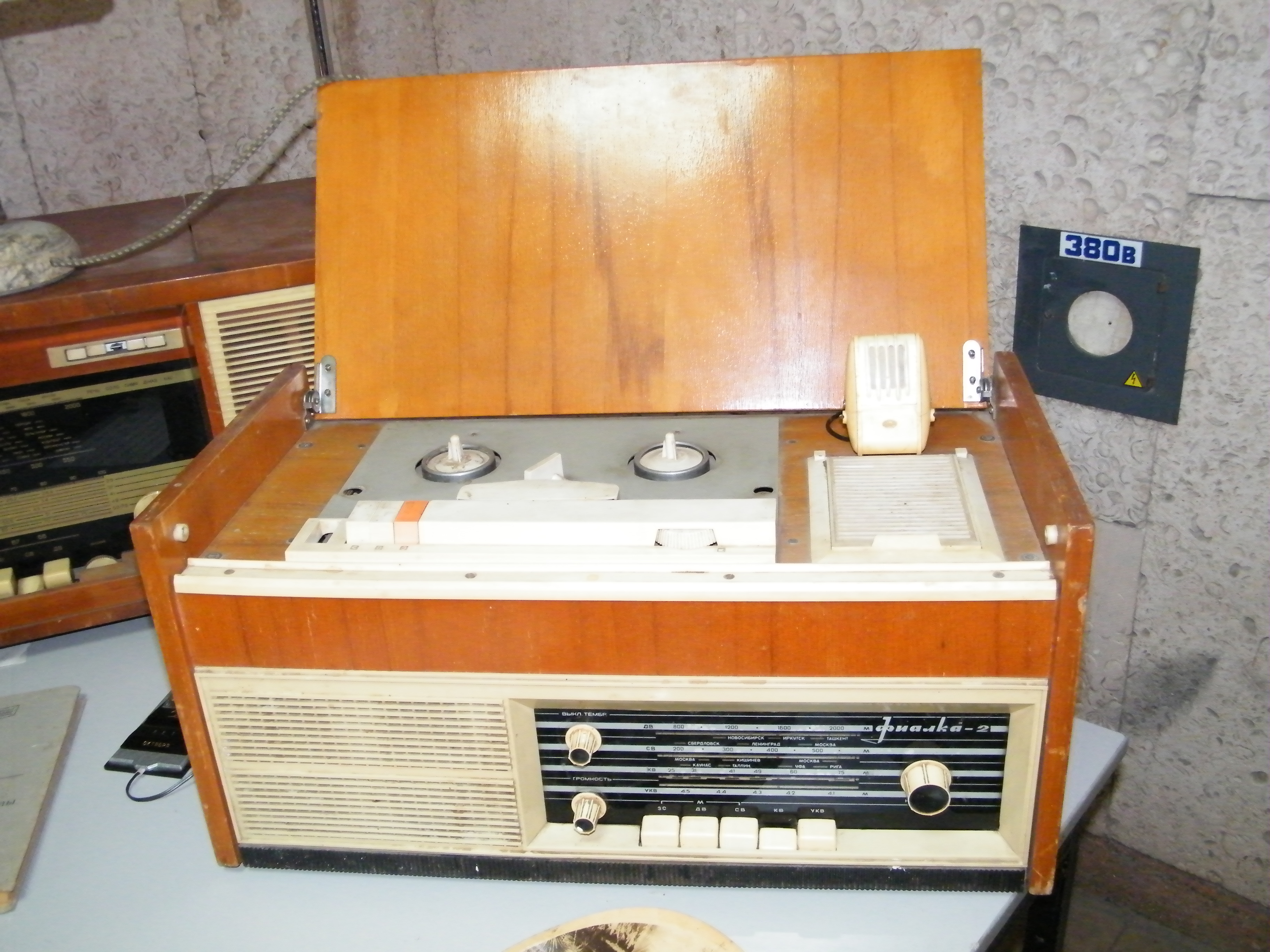
Магнитола «Фиалка-2» с магнитофонной панелью МП-64 (Бердский радиозавод, 1969 год)

- «Нота» (1966 год) — ламповый настольный катушечный магнитофон-приставка с питанием от сети. Магнитофон односкоростной (скорость движения ленты — 9,53 см/с), двухдорожечный, монофонический, использует катушки № 15 на 250 м магнитной ленты «тип-6» толщиной 55 мкм. Для воспроизведения к приставке подключался любой внешний усилитель низкой частоты с громкоговорителем. Точно такой же магнитофон, только без корпуса, выпускали под названием «магнитофонная панель МП-64» для стационарных магнитол[1][2].
- «Нота-М» (1969 год) — слегка усовершенствованная модель в металлическом корпусе вместо деревянно-металлического.
- «Нота-303» (1972 год) — последний вариант, с изменённой внешней отделкой и несколько улучшенными характеристиками, рассчитанный на применение более тонкой ленты (37 мкм).

Ламповые «Ноты» пользовались заметной популярностью. Они были дешевле любого тогдашнего магнитофона близкого класса (первая «Нота» стоила 80 рублей, «народные» магнитофоны «Чайка-М», «Чайка-66» или «Айдас» — от 105 до 125 рублей), а настольные радиоприёмники и радиолы, к которым можно подключить приставку, были у многих. Радиолюбители использовали эти модели, как основу для различных самоделок: в «Ноту» встраивали оконечный усилитель с громкоговорителем, добавляли вторую и третью скорость протяжки ленты, переделывали в четырёхдорожечный и даже стереофонический магнитофон.

### Транзисторные
- «Нота-304» (1975 год) — монофонический четырёхдорожечный магнитофон-приставка III класса, унифицированный с магнитофоном «Иней-303».
- «Нота-202-стерео» (1976 год) — сетевой стереофонический магнитофон-приставка II класса. Лентопротяжный механизм — одномоторный, двухскоростной. Рабочее положение вертикальное.
- «Нота-203-стерео» (1977 год) — развитие модели 202, введена система шумопонижения. С 1979 года выпускалась модель 203-1 с механическим автостопом.
- «Нота-225-стерео» (1986 год) — сетевой кассетный стереофонический магнитофон.
- «Нота МП-220С» и «Нота М-220С» (1987 год) — сетевые стационарные двухкассетные магнитофон-приставка и магнитофон II класса. С 1990 года — незначительно усовершенствованная модель 220С-1.

## Другое
- «Нота 35У-120-стерео» (1986 год) — стереофонический усилитель низкой частоты I класса. Номинальная выходная мощность — 2×35 Вт, коэффициент нелинейных искажений — 0,1 %, пятиполосный эквалайзер.